# Into the Labyrinth
Into the Labyrinth is het 18e studio-album van Saxon.
Het album is tussen het toeren in 2008 gemaakt en in Engeland geschreven. Het kwam deels op cd uit, maar ook als digitale download. Het album verkocht in de eerste week na de uitgave in de Verenigde Staten, meer dan 1000 exemplaren.

## Tracks
1. "Battalions of Steel" - 6:34
2. "Live to Rock" - 5:30
3. "Demon Sweeney Todd" - 3:51
4. "The Letter" - 0:42
5. "Valley of the Kings" - 5:03
6. "Slow Lane Blues" - 4:08
7. "Crime of Passion" - 4:04
8. "Premonition in D Minor" - 0:40
9. "Voice" - 4:35
10. "Protect Yourselves" - 3:56
11. "Hellcat" - 3:54
12. "Come Rock of Ages (The Circle is Complete)" - 3:52
13. "Coming Home" (Bottleneck versie) - 3:12

## Band
- Biff Byford - zang
- Paul Quinn - gitaar
- Doug Scarratt - gitaar
- Nibbs Carter - basgitaar & keyboard
- Nigel Glockler - drums

Alle tracks zijn door deze bandleden geschreven, het meeste door zanger Biff Byford.

## Hitnotering
| "Into The Labyrinth" in de Nederlandse Album Top 100 - binnen: 17-01-2009 | "Into The Labyrinth" in de Nederlandse Album Top 100 - binnen: 17-01-2009 | "Into The Labyrinth" in de Nederlandse Album Top 100 - binnen: 17-01-2009 | "Into The Labyrinth" in de Nederlandse Album Top 100 - binnen: 17-01-2009 |
| Week                                                                      | 01                                                                        | 02                                                                        |                                                                           |
| ------------------------------------------------------------------------- | ------------------------------------------------------------------------- | ------------------------------------------------------------------------- | ------------------------------------------------------------------------- |
| Nummer                                                                    | 83                                                                        | 96                                                                        | uit                                                                       |